# 克盧奇堡

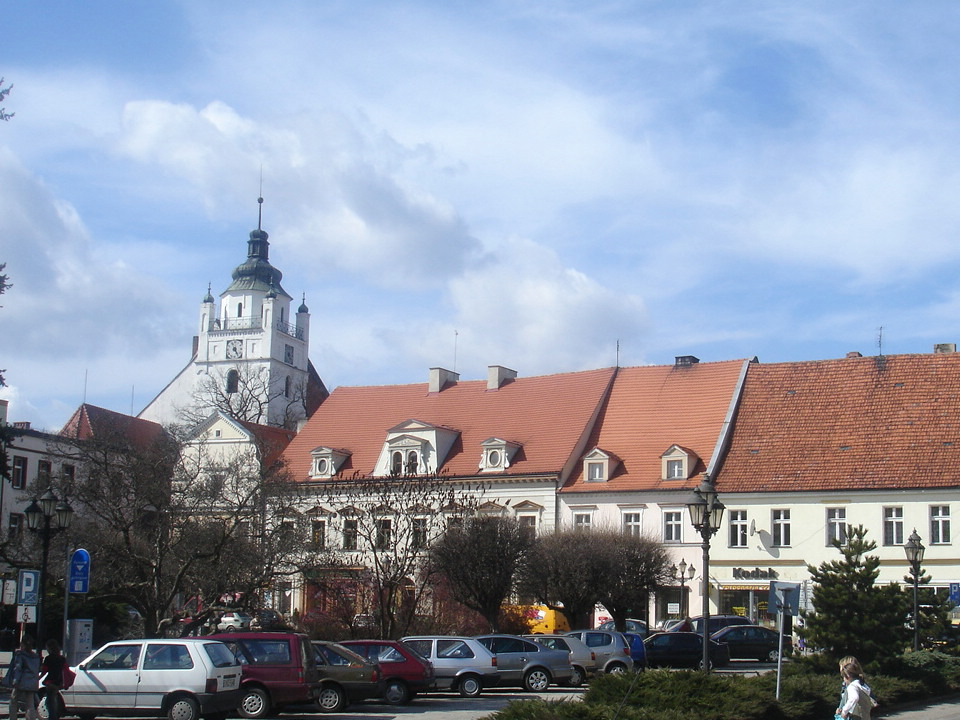

克盧奇堡（波蘭語：Kluczbork）是波蘭的城鎮，位於該國西南部，由奧波萊省負責管轄，始建於十三世紀，面積12.35平方公里，海拔高度190米，該城鎮自公元前1000至800年已有人類聚居，2006年人口25,910。

## 外部連結
- Official website*
- Jewish Community in Kluczbork （页面存档备份，存于） on Virtual Shtetl

50°59′N 18°13′E / 50.983°N 18.217°E